# Амагоалик, Джон
Джон Амагоалик (англ. John Amagoalik, родился 26 ноября 1947 года) — канадский политик инуитского происхождения, борец за права инуитов. За своё участие в комиссии по созданию территории Нунавут считается одним из основателей Канадской конфедерации.

## Биография
Джон Амагоалик родился на сезонной стоянке около Инукйуака на севере Квебека. Его семья была в числе 17 семей, которых переселили в арктические населённые пункты Резольют и Грис-Фьорд. Амагоалик получил образование в школах Черчилла (Манитоба) и Икалуита (в то время Фробишер-Бей в Северо-западных территориях).
Политическая карьера началась в 1971 году, когда Амагоалик занял пост офицера региона Баффин Северо-Западных территорий, который он занимал до 1974 года. После этого он занимал различные посты в организациях, связанных с созданием территории Нунавут (в комиссии по разделу земли в Нунавуте — 1977—1979 годы, в Inuit Tapirisat of Canada — 1979—1991 годы, в инуитском комитете по национальным вопросам — 1982—1985 годы, конституционный форум Нунавута — 1986—1987 годы). При этом, Амагоалик был президентом Inuit Tapirisat of Canada с 1981 по 1991 годы, а после образования Tunngavik Federation of Nunavut в 1991 году работал политическим советником в организации.
В 1993 году был подписан Акт о Нунавуте, после чего Амагоалик стал лидером комиссии по созданию Нунавута (англ. Nunavut Implementation Commission), которой руководил вплоть до 1 апреля 1999 года. В 2001 году некоторое время руководил региональной организацией инуитов региона Баффин, но по неясным причинам был смещён с поста.
В 2007 году Амагоалик принял участие в съёмках документального фильма о инуитах, который назывался «Qallunaat! Why White People Are Funny» (Почему белые люди смешные). Фильм получил две награды.

## Позиция
Позиция Джона Амагоалика была высказана на заседаниях совместного комитета Сената и Палаты представителей Канады в 1987 году.
- О суверенитете Канады в Арктике:

Суверенитет в Арктике — это не только ледоколы, суверенитет — это не только атомные подводные лодки; суверенитет — это также дать людям право на самоуправление, писать свои законы. Это настоящий суверенитет. Мы родились здесь, мы живём здесь и мы умрём здесь. Мы — защитники канадской Арктики, и это лучшая форма суверенитета Арктики.
Оригинальный текст (англ.)Arctic sovereignty is not just icebreakers, sovereignty is not just nuclear submarines; sovereignty can also mean giving the people up there the right to selfgovernment, to make their laws and to enforce them. That is real sovereignty. We were born up there; we live there; and we will die up there. We are guardians of the Canadian Arctic, and that is the best form of Arctic sovereignty.

- О роли коренных жителей в истории Канады:

Нам больно осознавать, что такой политический лидер как премьер-министр продолжает говорить, что две нации основали эту страну: французы и англичане. Многие годы мы говорим, что являемся частью этой страны, этой земли. Мы не приплыли на кораблях или иммигрировали в эту страну. Мы устали от того, что это игнорируется.
Оригинальный текст (англ.)It hurts us very much when political leaders like the Prime Minister continue to say that the two founding nations of this country are French and English. We have been saying for years now that we are of this country. We are of the soil. We did not come on a ship or immigrate to this country. We are of it. We are getting tired of being ignored in this respect.

## Награды
За свою работу по поддержанию прав коренного населения и основанию Нунавута Амагоалик был награждён рядом наград, включая National Aboriginal Achievement Award. Кроме того, у него есть почётная степень университета Сент-Мэри в Галифаксе, Новая Шотландия
.